# James Feldeine
James Feldeine (Nova Iorque, 26 de junho de 1988) é um basquetebolista profissional estadunidense, com cidadania dominicana, que atualmente joga na Liga Sérvia e Euroliga pelo Estrela Vermelha. O atleta possui 2,03m e atua na posição Ala.